# Alexis Raynaud
Alexis Raynaud (n. 19 august 1994, Grasse, Provence-Alpes-Côte d'Azur, Franța) este un trăgător de tir ce a reprezentat Franța, medaliat olimpic. A participat la o ediție a Jocurilor Olimpice (2016) în care a câștigat o medalie de bronz.

## Participări
Lista de mai jos prezintă principalele competiții la care a participat Alexis Raynaud de-a lungul carierei.
- Tiro nos Jogos Olímpicos de Verão de 2016 - Carabina em 3 posições 50 m masculino[*]